# لانكستر (كاليفورنيا)
لانكاستير (بالإنجليزية: Lancaster)‏ هي إحدى مدن مقاطعة لوس أنجليس، كاليفورنيا. تم إعطاءها لقب مدينة في 22 نوفمبر، 1977.

## المناخ
يظهر الجدول التالي التغييرات المناخية على مدار السنة للانكستر:
| البيانات المناخية لـلانكستر       | البيانات المناخية لـلانكستر | البيانات المناخية لـلانكستر | البيانات المناخية لـلانكستر | البيانات المناخية لـلانكستر | البيانات المناخية لـلانكستر | البيانات المناخية لـلانكستر | البيانات المناخية لـلانكستر | البيانات المناخية لـلانكستر | البيانات المناخية لـلانكستر | البيانات المناخية لـلانكستر | البيانات المناخية لـلانكستر | البيانات المناخية لـلانكستر | البيانات المناخية لـلانكستر |
| الشهر                             | يناير                       | فبراير                      | مارس                        | أبريل                       | مايو                        | يونيو                       | يوليو                       | أغسطس                       | سبتمبر                      | أكتوبر                      | نوفمبر                      | ديسمبر                      | المعدل السنوي               |
| --------------------------------- | --------------------------- | --------------------------- | --------------------------- | --------------------------- | --------------------------- | --------------------------- | --------------------------- | --------------------------- | --------------------------- | --------------------------- | --------------------------- | --------------------------- | --------------------------- |
| الدرجة القصوى °ف (°م)             | 78 (26)                     | 84 (29)                     | 91 (33)                     | 96 (36)                     | 106 (41)                    | 115 (46)                    | 113 (45)                    | 110 (43)                    | 107 (42)                    | 101 (38)                    | 86 (30)                     | 79 (26)                     | 115 (46)                    |
| متوسط درجة الحرارة الكبرى °ف (°م) | 58.7 (14.8)                 | 61.7 (16.5)                 | 67.1 (19.5)                 | 73.2 (22.9)                 | 82.3 (27.9)                 | 90.9 (32.7)                 | 97.8 (36.6)                 | 97.5 (36.4)                 | 90.7 (32.6)                 | 79.4 (26.3)                 | 66.9 (19.4)                 | 57.9 (14.4)                 | 77.0 (25.0)                 |
| المتوسط اليومي °ف (°م)            | 44.9 (7.2)                  | 48.3 (9.1)                  | 53.2 (11.8)                 | 59.1 (15.1)                 | 68.1 (20.1)                 | 76.1 (24.5)                 | 82.3 (27.9)                 | 80.9 (27.2)                 | 73.7 (23.2)                 | 62.6 (17.0)                 | 51.4 (10.8)                 | 43.8 (6.6)                  | 62.0 (16.7)                 |
| متوسط درجة الحرارة الصغرى °ف (°م) | 31.1 (−0.5)                 | 34.9 (1.6)                  | 39.3 (4.1)                  | 44.9 (7.2)                  | 54.0 (12.2)                 | 61.3 (16.3)                 | 66.8 (19.3)                 | 64.3 (17.9)                 | 56.6 (13.7)                 | 45.9 (7.7)                  | 35.9 (2.2)                  | 29.7 (−1.3)                 | 47.1 (8.4)                  |
| أدنى درجة حرارة °ف (°م)           | 3 (−16)                     | 11 (−12)                    | 17 (−8)                     | 24 (−4)                     | 32 (0)                      | 40 (4)                      | 47 (8)                      | 46 (8)                      | 37 (3)                      | 24 (−4)                     | 15 (−9)                     | 2 (−17)                     | 2 (−17)                     |
| الهطول إنش (مم)                   | 1.50 (38)                   | 1.78 (45)                   | 1.14 (29)                   | 0.35 (8.9)                  | 0.09 (2.3)                  | 0.05 (1.3)                  | 0.09 (2.3)                  | 0.10 (2.5)                  | 0.15 (3.8)                  | 0.44 (11)                   | 0.54 (14)                   | 1.15 (29)                   | 7.38 (187.1)                |
| المصدر:                           |                             |                             |                             |                             |                             |                             |                             |                             |                             |                             |                             |                             |                             |

## أعلام
- كريغ براكينس
- بيفرلي أدلاند
- آدم ويلر
- روبرت أرنولد
- لي براكيت
- إدموند هاميلتون
- جيم غوردون فولرتون
- لايلاني ليان
- جورج ستيفنز
- دواين ديدمون